# BAO Publishing
BAO Publishing est une maison d'édition italienne de bande dessinée fondée en 2009 à Milan par Caterina Marietti et Michele Foschini. Publiant des œuvres locales comme des traductions, elle édite notamment l'auteur italien le plus populaire des années 2010, Zerocalcare.

### Documentation
- (it) Caterina Marietti et Michele Foschini (int. par Gianmaria Tammaro), « Bao Publishing, la casa del fumetto che vince la crisi », sur Repubblica.it, 26 juillet 2014.
- (it) Caterina Marietti et Michele Foschini (int. par Andrea Pronvinciali), « Bao – Il fumetto, tutto qui », sur Minima & Moralia, 4 mai 2018.